# Эгнах
Эгнах (нем. Egnach) — коммуна в Швейцарии, в кантоне Тургау.
Входит в состав округа Арбон. Население составляет 4272 человека (на 31 декабря 2007 года). Официальный код — 4411.
В Эгнахе базируется компания Hulbee AG, создавшая поисковик Swisscows.